# Clarence Ellis
Clarence "Skip" Ellis (Chicago, 11 de maio de 1943 — Boulder, 17 de maio de 2014) foi um cientista da computação norte-americano. Foi o primeiro afro-americano  a conseguir um PhD em ciência da computação em 1969. Ellis foi, além disso, pioneiro em trabalho colaborativo suportado por computador (Computer Supported Cooperative Work - CSCW) e Groupware.